# 大谷晋二郎
大谷 晋二郎（おおたに しんじろう、1972年7月21日 - ）は、日本の男性プロレスラー。山口県山口市出身。血液型A型。

## 来歴

### 幼少期・学生
幼少期の大谷にとって、プロレス=新日本プロレスであった。新日が故郷の山口県に来るのは年に2回しかなく、その2回を心待ちにしていた。中学時代か高校時代に、新日の試合で汚いヤジを飛ばしていた客を外に連れ出し、「プロレスをバカにするなら出て行ってくれ!」と怒りをあらわにしたことがある。それ以来、心無いヤジを飛ばした客を叱る観客として新日の営業から認知され、「おう、来たな!頼むぞ!」と中村祥之に叱り役として期待する声を掛けられたこともあった。新日でも好きなレスラーは木村健悟であった。藤波辰爾の方が木村より人気であった中、限定250着ずつの限定販売であった藤波と木村のIWGPタッグ王座奪取記念ジャンパーの内木村の方を応募し、抽選に当選した。ある時、スーパーののぼりを盗んで布を改造して新日本プロレスを応援するのぼりに作り変えた。同じく追っかけ時代、ホテルのフロントに侵入して警備員につまみ出されようとする中、アントニオ猪木に声を掛けたら猪木に微笑み返してもらった。猪木は警備員に大谷を解放するように指示し、大谷が持っていた闘魂ハチマキにサインをした。大谷はその時、猪木に新日本プロレスに入門することを誓った。

### 新日本プロレス
山口県鴻城高等学校時代にレスリングで国体・インターハイともにベスト16の実績を残した。卒業後は、アニマル浜口ジムに入門。1992年2月に新日本プロレスに入門する。大谷は両親に猛反対されたため、貯金したお年玉5、6万円を持って家出同然の形で上京した。母は最後まで猛反対であったが父は後に軟化して3年だけ仕送りを送ることにした。不動産店が強気であった当時は保証人を立てるつもりが無かった大谷にとって住居探しも一苦労であり、1軒だけ家賃2万4000円で4畳半のアパートが見つかったという。そのアパートは共同便所から大便の放出音が丸聞こえであり、静かに歩かないと畳が抜けるなど、劣悪そのものの環境であった。布団も無いので安い毛布を買い、拾った雑誌に手拭いを巻いて枕にした。アニマル浜口ジムに入門しようと思ったのは、当時それしかプロレス道場を知らなかったためである。アニマル浜口 （山口県の隣県である島根県の出身。） と面接を行い、途中で何も口を挟んでもらえなくなったので入門の見込みが無くなったと思い話を切り上げようとしたが、浜口から「何時間かかってもいいから話しなさい」と言われ、最後は感涙しながら話した。大谷は後に、一人で上京して心細かった自分が誰かに話を聞いてほしかったのを、浜口は察したのだろうと振り返っている。浜口からの紹介で酒屋のアルバイトを行い、アルバイトの度に大量の賄いで腹を満たした。同年6月25日の福島市体育館にて山本広吉（現・天山広吉）戦でデビューを果たした。
デビュー前、大谷の父は入門に大反対していた母と妹の3人で、九州巡業の際に応援に来てくれた。入門後に電話をかけてもそっけない返事しかくれなかった母は最初会場でそっぽを向いていたが、メインイベントで先輩のガウンを受け取って控室に戻る時、母は涙をこらえながら拍手をしていた。それ以来実家にいる母に電話をすると、母の口調は自身を心配するものに変わった。
大谷の若手時代の新日本では酒は絶対に断れず、山本小鉄は「練習後にビールを飲んで身体を大きくしろ!」とビールをプロテイン代わりと考えていた。といっても、新日本の新弟子時代は雑用に追われていたためあまり飲んだ記憶が無く、巡業に行ったらコインランドリーを探し回って洗濯をしていた。時には夜中に民家に行って洗濯機を貸してもらったり、場合によってはホテルのボイラー室を開けてもらって洗濯物を乾燥させた。新弟子当時は洗濯機が全自動ではなく洗濯と脱水が分かれた二層式であったため、洗濯中も目が離せなかった。洗濯物が盗まれたら大変なので若手2人が交代で洗濯物を見張るのが常であった。待っている間ボロボロになった4週間遅れの『週刊少年ジャンプ』を読んだのは本人の思い出である。前述の通りプロレス界への入り口となってくれた浜口は大谷に目を掛けており、「プロレス界の宝」とまで期待していた。浜口からは日記帳を渡され、どんなに疲れていても毎日一言で良いので記入するように指導された。その日記帳については「殆ど先輩の悪口ばっかり」と後に大谷本人が2019年のインタビューで苦笑していた。若手時代は橋本真也の付き人を2年間務めた。2019年に行われた玉袋筋太郎との対談では付き人時代の苦労を玉袋に「懲役20年」と喩えられ、労をねぎらわれた。猪木は、新弟子にとって封建時代における天皇のような存在なので、若手時代は自分から口を聞くことも許されなかった。
デビュー間もない頃から、大谷も伸びのあるドロップキックとキレのあるジャーマン・スープレックスと十八番である顔面ウォッシュ、そして何よりも先輩レスラーに臆することなく向かっていき、実力では全く歯が立たない大先輩の獣神サンダー・ライガーにもケンカ腰で向かっていく姿勢を見せ、徐々に注目を集める。
1997年には第5代のジュニア7冠王座を獲得し、同時にIWGPジュニアヘビー級王座を初戴冠を果たした。
2000年に海外遠征をし、カナダ・カルガリーで肉体改造後、オールスタープロ認定インターコンチネンタル王座を初戴冠を果たした。
2001年の帰国直後はヘビー級に本格的に転向、凱旋試合となった東京ドーム大会ではカルガリーで習得したコブラホールドで獣神サンダー・ライガーを失神させ、勝利を収めた。

### プロレスリングZERO-ONE
以降、大谷は武藤敬司と行動を共にするが、同年すぐに新日本を離脱し橋本、高岩竜一と共にプロレスリングZERO-ONEを旗揚げ（旗揚げ戦は村上一成に敗北した）。2019年の玉袋筋太郎との対談では「海外遠征中で自分が日本にいなかった中、橋本さんが『大谷も参戦することが決定事項になっている』と自分の知らないところで記者に触れ回った」と、これが愛着のある新日を9年で離れた理由だと明かした。自分の名前を勝手に使った橋本からは帰国後に詫びを入れてもらったが、その際に一番参加してほしいレスラーこそが大谷だと告げられ、その殺し文句に大谷は感激した。橋本は、もし新日でやり残したことがあるならZERO-ONEの移籍は撤回してもよいと、あくまで大谷の意思を尊重したが、大谷は新日を解雇されて孤独だった橋本を案じて橋本と行動を共にすることとした。新日を離れる際に会社と話を付けたが、長州からは大谷が新日を離れる際にプロレス界は狭い世界だから、新日を離れたとしても交流の扉を閉ざさないようにすべきだと助言された。10月にNOAHのGHCタッグトーナメントに大森隆男とのタッグで参戦するも2回戦で三沢光晴組に敗北。ZERO-ONEでは元FMWの田中将斗と共に「炎武連夢（エンブレム）」を結成し、2002年にはプロレス大賞の最優秀タッグ賞を受賞した。同年には田中とのタッグでROHへも参戦している。また、年に一度「火祭り」リーグ戦を主催している。

### プロレスリングZERO1-MAX
2005年にはプロレスリングZERO1-MAXを発足、代表となり「一所懸命」（「一生懸命」とは異なる）を社是として掲げる。
ZERO1-MAXとDSEが共に興業を展開するハッスルにも参加。ハッスル軍に所属し、当初は大谷晋二郎としての参加であったが、キャプテンこと小川直也から「ハッスルあちち」と命名される。初めは大谷も戸惑いを見せたが、その後は大谷本人もいたくお気に入りでリング上で自ら「あちち〜」と叫びながら技をかける様子も見られる。
ハッスル軍から寝返ったモンスターKこと川田利明に「お前巷では江頭2:50って言われてる」と言われていたことから、2005年12月25日のハッスルハウス・クリスマススペシャルに於いて大谷はサプライズゲストで登場した江頭と初対面を果たした。
その後、大谷は2007年のハッスルシリーズで高田総統によって洗脳され、高田モンスター軍に転向。以降は「ファイヤーモンスターACHICHI」のリングネームで戦っている。そして「ハッスル24」でインリン様のイン乳をTAJIRIから奪ってそれを飲んだため、高田モンスター軍の大谷晋二郎となっている。
2006年1月4日、かつてのライバルである金本浩二にシングルで圧勝。1月22日後楽園ホールにてスティーブ・コリノを破り、AWA世界ヘビー級王座を奪取するも4月1日大森隆男に奪われた。7月20日火祭り開幕戦で怨敵・村上と5年振りに対戦した。
2007年、AWA世界ヘビー級選手権にて王者・大森に挑戦するもアックスボンバーにて失神。そのまま病院へ搬送され、脳震盪・頭部打撲と診断された。
2008年、ZERO1-MAXの運営会社であるファースト・オン・ステージの社長に就任。蝶野正洋の主催するイベントPREMIUMのワンナイトタッグトーナメントでは天山と組み優勝。リング上のマイクで新日本所属時代から常に希望していたG1 CLIMAXへの出陣を表明。初出場となったG1 CLIMAXでは中西学、井上亘、真壁刀義に勝利。小島聡と引き分け。ジャイアント・バーナード、棚橋弘至に敗れ予選敗退に終わったが、常に会場をヒートアップさせ熱い試合を提供したことが称えられて、週刊プロレス賞とファイティングTVサムライ賞を獲得した。8月29日、永田裕志と9年ぶりの一騎討ちが実現したが、バックドロップホールドでフォール負けを喫した。

### プロレスリングZERO1
2009年1月1日、団体名を「プロレスリングZERO1」に改称。2月27日には永田の持つ世界ヘビー級王座に挑戦。世界ヘビー級王座を獲得したがその後、靖国神社大会で崔領二に敗戦し防衛に失敗した。
2015年9月、99kgまで減量し、15年ぶりにジュニアに復帰。高岩竜一と組み菅原拓也&“brother”YASSHIを下しNWAインターナショナルライトタッグ王座となり、10月には田中稔を下しインターナショナルジュニアヘビー級王座となる。
2021年4月、全日本プロレスチャンピオンカーニバルに初出場するも、4月28日の諏訪魔戦で負傷（右上腕骨近位端骨折と右肩鎖関節脱臼）し、途中欠場した。6月17日、ZERO1と並行してガンバレ☆プロレスへのレギュラー参戦を発表。9月12日のガンバレ☆プロレス板橋大会の岩崎孝樹戦で負傷（左前腕両骨骨折）し長期欠場。同年10月25日には、ガンバレ☆プロレス現場責任者に就任。
2022年4月10日、両国国技館で行われた「ZERO1旗揚げ20&21周年記念大会」興行において杉浦貴との試合中、大谷は杉浦の投げっ放しジャーマンスープレックスでコーナーに叩きつけられた後、そのまま体が動かせない状態となり救急搬送された。ZERO1の関係者によれば、大谷は搬送時に呼びかけに対しての応答はでき、意識はあるものの手足が動かないとの訴えがあり、搬送後に気道確保を目的とするためICUに収容され、同月12日に頚髄損傷と診断された。13日に悪化予防の手術を受け、14日に次の治療ステップに移るため転院した。28日、ZERO1は大谷を支援する募金活動「何度でも立ち上がれ！　大谷晋二郎応援募金」の開始を発表した。
2025年、ZERO1が新たな運営会社による新体制となったことで、選手契約は満了となり退団。

## 「火祭り」の開催を提唱
2001年のZERO-ONE旗揚げに参加しているが、大谷にすれば橋本に歩調を合わせた訳ではなく「新日本で出来なかったことを新団体で実現する」ためである。その1つが「火祭り」の開催であった。「真に熱い奴、プロレスに熱い奴を決めようじゃないか。熱い奴ここに集まれ」との大谷の呼びかけに、団体の内外問わず選手が集まり、毎年1度、真夏（7月末から8月初旬までの約5日間、2001年の第1回大会のみ9月初旬から中旬まで）にリーグ戦が開催される。
その年の火祭りを制した者には“火祭り刀”が与えられる。大谷は過去3度制覇しており、制覇した年はその火祭り刀を自分の試合のリングインの際に携える。

## 人物
大谷はプロレスに対して非常に熱い思いと強い誇りを持っており、プロレスを馬鹿にする・否定する人間を徹底的に嫌う。ニックネームも以前の感情・ハイボルテージ、第1回火祭りを制してからの炎の刃、ハッスルにおけるハッスルあちちと大谷の熱さを表現したものばかりである（ギミックだが、ハッスルの実況担当の矢野武からは「彼の体温の平熱は43度です」と紹介される）。
佐々木健介の初代付き人でもあった。
そのため、学生プロレスやインディー団体を下に見ていた（新日本プロレス自体がそういう気風であるというのもあるが）時期があった。1994年にみちのくプロレスが新日本プロレスのリングに上がった時は、学生プロレス出身のテリー・ボーイ（現：MEN'Sテイオー）が所属していたこともあり、大谷も「プロレスをなめるな!」と敵意むき出しだった。
激戦を繰り広げるうち、次第にインディー団体を評価するようになると、TAKAみちのくとのタッグで抜群のコンビネーションを見せたことや、大谷もみちのくプロレスに単身参戦し、小規模ながら地道に地方興行を続ける姿勢に感銘を受け、インディー団体を馬鹿にしていたことを報道陣の前で土下座して詫びている。
また「熱さ」を前面に出す反面、大谷が教育係を務めた真壁刀義によると、後輩に対して「無理を言わない」「理に適ったことを言う」といった理知的な一面を併せ持つ。真壁はそんな大谷を尊敬してやまないという。
2003年6月14日、大谷の実母が不慮の交通事故で死去したその日も、当日の興業を終えてから病院に向かっている。晩年、大谷の母は母自身を連帯保証人に頼んだ人から失踪されたことから金に困り、大谷に無心するようになったが、段々当たり前のように金を求めるので大谷の金銭事情も余裕が無くなり、ついに大谷は「もういいかげんにしてくれ!この疫病神!」と突き放した。これが大谷の母への最後の言葉であり、大谷は母にひどいことを言った罪を一生背負うのだと後悔していた。
オーストラリアへの格闘技修行の費用を家族に捻出してもらったことは大谷にとっては恥であった。上京の際もそもそもお年玉の5、6万円だけで家を出るつもりであったが、大谷も父から子供を心配する親の気持ちを分かるように諭され、仕送りを受け取ることにした。
自分のコールの際に片膝を付き、両手で持った火祭り刀を左側にスライドさせ、自分の顔の前で地面に水平になるように持っていく、という決めポーズがある。だが、火祭り刀はその年の火祭り覇者の手に渡るため火祭りを制覇できなかった年は、刀の代わりに会場にいる大谷の親衛隊の幟をリングインの時に拝借し、その幟で決めポーズを行う。
口癖は「プロレスの教科書○○ページに〜〜と書いてある」。内容はプロレスに関するものはもちろん、新潟の子どもへの応援メッセージ（新潟県中越地震が発生した際のもの）、辛さを乗り越えプロレス界のトップになることを誓う（大谷の母が交通事故により死去した際のもの）など様々ある。
いまや大谷の試合に欠かせない試合中の「しゃべり」だが、若手時代はこれのせいで人気が出ずファンがつかなかったらしい（大谷曰く「感情が高まると自然に出てしまう」とのこと）。
2002年7月、第2回火祭りAブロック公式戦の対金村キンタロー戦において、金村が開始ゴング前から場外で先制攻撃を行い、両者がリングインした時にゴングが鳴り、その瞬間に大谷がドラゴン・スープレックスを放ちそのままフォール勝ちとなった。試合時間は3秒で、プロレス史上に残る最短試合記録を更新した。このことは、翌日発行の東京スポーツ誌の一面を飾った。
2007年からは子供のいじめ問題について、プロレスを武器になくしていこうと取り組んでいる。試合後には観戦客に握手や写真撮影、サインをするなどファンサービスにも取り組んでいる。
2009年に「雨上がり決死隊のトーク番組アメトーーク!」（テレビ朝日）の企画「俺たちのゴールデンプロレス」内で、ZERO1の「チャリティープロレス」興行が紹介された。栃木県の田舎でプロレスを見たことのない小学生とその両親らを小学校校庭の特設リングで行う試合に無料で招待しようという企画で、試合の前日に大谷が当地の小学生の家に泊めて貰う様子も密着取材された。雨上がり決死隊やスタジオゲストも感銘を受け、同番組からブレイクしたプロレスラーとして越中詩郎と共に大谷も名前が挙げられている。
近年頭髪の後退が進んでおり、負担を和らげるためか染めていた髪を黒に戻している。
以前から「好きな芸能人は？」の質問には「田所麻美」と答えている。これは、大谷が好きな女優の七瀬なつみが昼ドラの「ぽっかぽか」で演じた主演の名前である。
2011年3月6日　初の自伝『何度でも立ち上がれ－僕の人生、起き上がりこぼし』（キーステージ21ソーシャルブックス）を出版。
少年時代のプロレスとの出会い、アントニオ猪木との出会いから家族とのエピソード、最近の社会的活動に至るまで大谷の半生と思いを書き綴っている。
独身時代には毎年目標を「結婚する」としていたが、2013年7月10日、6歳年下の一般女性と結婚したことが明らかになった。
車に乗る際はラジオを聴いている。特にNACK5を好んで聴いており、ラジオ番組「Fresh Up 9」でプロレスの話題が出た際はリスナーとしてメールを送ったこともある。後日、大谷自身も「Fresh Up 9」にゲストとして出演し、パーソナリティの仁井聡子とは大谷の結婚式で司会を務めるなど交流がある。

## タイトル歴
WCW
- 第6代WCWクルーザー級王座

新日本プロレス
- 第31代IWGPジュニアヘビー級王座
- 初代、第4代IWGPジュニアタッグ王座（パートナーは高岩竜一×2）
- 第35代、第41代NWA世界ウェルター級王座
- SUPER Jr. TAG LEAGUE優勝（1994年）（パートナーはワイルド・ペガサス）

オールスタープロモーションズ
- オールスタープロモーションズ認定インターコンネンタル王座

WAR
- 第9代インターナショナルジュニアヘビー級タッグ王座（パートナー高岩竜一）

プロレスリングZERO1
- 第14代AWA世界ヘビー級王座
- 第3代世界ヘビー級王座
- 初代、第2代、8代、11代、24代、29代、44代NWAインターコンチネンタルタッグ王座（パートナーは石川雄規→田中将斗×2→大森隆男→曙→KAMIKAZE→今成夢人）
- 第118代&第18代NWA世界&インターナショナルジュニアヘビー級王座
- 第19代、25代NWAインターナショナルライトタッグ王座（パートナーは高岩竜一×2）
- 火祭り優勝（2001年、2002年、2005年、2010年）
- 風林火山優勝（2009年、2020年）（パートナーは曙→今成夢人）

リアルジャパンプロレス
- 第11代レジェンド王座

プロレス大賞
- 1993年度プロレス大賞 新人賞
- 2002年度プロレス大賞 最優秀タッグチーム賞（&田中将斗）

以下は第3代ジュニア7冠王座として戴冠。
- 第31代IWGPジュニアヘビー級王座
- 第88代NWA世界ジュニアヘビー級王座
- 第41代NWA世界ウェルター級王座
- 第32代WWFライトヘビー級王座
- 第33代UWA世界ジュニアライトヘビー級王座
- 第12代WWA世界ジュニアライトヘビー級王座
- 第12代英連邦ジュニアヘビー級王座

## 得意技

### フィニッシュ・ホールド
コブラ・ホールド
胴締め式コブラクラッチホールド。
コブラ・ホールドは、2001年初頭の大谷がヘビー級に転向し、武藤と新ユニット"BATT"を結成しようとしていた頃に開発した技。胴締めと並行して使用することが多い。
キングコブラ・ホールド
相手をうつぶせ状態にしてサイドからコブラホールドをかける技。体勢的にはクロスフェイスに似ているが、技の効果としてはキャメルクラッチに近い。
ドラゴン・スープレックス・ホールド
新日本所属時代から使用していた大谷の最大の必殺技。大谷の身体の柔らかさもあって、フォームも美しい。ただし、ヘビー級へ転向してからは投げっ放し式が多い。新日本時代には1998年のウルティモ・ドラゴン戦でセカンドロープから雪崩式や、2000年のライガー戦でエプロンから断崖式で放とうとしたが、いずれも相手が強烈に嫌がったため失敗している。しかしながら、雪崩式は2005年の火祭りでの田中戦でトップロープから繰り出す事に成功している。
ジャーマン・スープレックス
若手時代の大谷のフェイバリットムーブであり、非常に高速で繰り出す。稀にエプロンで繰り出す事もある。
ジャンピングパワーボム
大谷のジャンピングパワーボムは、着地した際相手の足を両腕でロックするシットダウン式を使用することがある。最近では、片手で相手の脚を抑えてフォールすることもある。しかし、スパイラルボムを開発してからは使用度が減った。稀に、ランニング式で仕掛ける事もある。
スパイラルボム（和名:竜巻（りゅうかん）砲）
パワーボムの状態から一時静止し、グルグルとらせんを描く様にして開脚式で落とす技。フォールを取った場合は記録上エビ固めと記録される。披露した当初、旋回式ライガーボムとも言われた。大谷も、新日本ジュニア時代にライガーがランニング式ライガーボムやジャンピング式ライガーボムをやったことにヒントを得たという。実戦投入の前の練習は、イメージトレーニングしながら後輩に何度かかけた程度である。

### 組み技
ワイルドボム・ホイップ
2000年のベスト・オブ・ザ・スーパージュニア時に多用していた技。
フェース・バスター
2000年のベスト・オブ・スーパー・ジュニアの田中戦で繰り出した技。しかし、サムライTVで高木三四郎が同じ技を使っているのを見てしまったため、大谷も「真似してると思われるからもう使わない」と発言している。
スワンダイブDDT
ワイルド・ペガサスを下してWCWクルーザー級王座を獲得した際に初公開した超がつくほどの危険技。危険度が高く受け手を選ぶ技である為、新日本ジュニア時代にもほとんど使用されていない大谷の隠し技。
スワンダイブ式回転エビ固め、スワンダイブ・ボディ・プレス、スワンダイブ・ボディ・アタック
大谷が新日本時代に稀に見せていた技。
スワンダイブ・プランチャー
場外の相手にスワンダイブ式で見舞うプランチャー。
ウラカン・ラナ
新日本ジュニア時代に使用していた。時折思い出したように切り返しで使用。
雪崩式フランケンシュタイナー
こちらも新日本ジュニア時代に使用した技。やはり、たまに思い出したように使用する。

### 打撃技
顔面ウォッシュ
週刊ゴング誌の金沢克彦により命名される。
相手をコーナーにもたれかかるようにダウンさせ、靴の側面で相手の顔をこする挑発技。大谷の試合で欠かせない技でもあるが、逆にやり返されることもある。大谷の意図するところではないが、意外とダメージも大きいようで、側頭部や耳などを負傷するケースもある。大谷とライバル関係にあった金本浩二のほか、TAKAみちのくも使用する。元々は金本が発案し、高岩竜一によって顔面ウォッシングと命名されていた。
一度行った後、観客の『もう一回!』コールの後繰り返すのが恒例で、その際にマリオのジャンプのようなフォームから助走をみせるため「マリオジャンプ」、「マリオステップ」などと呼ばれる。
稲妻レッグラリアット
カウンターで相手の顔面を狙って仕掛ける。
エルボー
バックエルボー
エルボー・スタンプ
逆水平チョップ
チョップ・スマッシュ
張り手
水面蹴り
袈裟斬りチョップ
大谷の恩師にあたる橋本も得意としていた技。橋本の死後から使用するようになり、現在は自身が劣勢の時に流れを変えるために使用することが多い。欠場中の2022年現在は横山佳和がフィニッシュに昇華し使用中。
フロントハイキック
大谷の場合は通常盤、カウンター、串刺し式のさまざまな種類を使用。
ドロップキック
延髄斬り
ローリング・ソバット
大谷の場合は高さもあり、フォームもとても綺麗である。
顔面かきむしり
コーナーポストに相手を追い込んで使用したり、グラウンドに倒れている相手に対して使用したりしている。

### 飛び技
スワンダイブ式ニールキック、スワンダイブ式ミサイルキック、スワンダイブ式ニー・ドロップ
新日本ジュニア時代は頻繁に使用していたが、最近は大一番でしか使用していない。ニールキックは横回転式と前方回転式の2種類を使用。ミサイルキックのフォームは一級品であり、多くのレスラーの中で大谷の物が一番綺麗に決まると言われている。エディ・ゲレロから影響を受けて使い始める。現在ジュニアを始めとして多くのレスラーがこの「スワンダイブ式」を使用するが、大谷が元祖である。
なお「スワンダイブ式」の呼称はワールドプロレスリング実況の辻義就による命名である。
ミサイルキック
タッグの時、パートナーがピンチになった時によく使う。

## 入場曲
Measure up
新人時代のテーマ曲。
キャッチ・ザ・レインボー 〜流星〜
新日本ジュニア当時のテーマ曲。
Loop Force
1999年頃から使用したテーマ曲。
Kingdom Dark（ロイヤル・ハント）
2001年凱旋帰国後、Believe S-Roadが完成するまでの僅かな期間使用された。
Believe S-Road
ヘビー級に転向して以降のテーマ曲。現在も使用中。曲名の意味は「信じる シンジロード（晋二郎）」と言う意味らしい。
GOLDFINGER '99（郷ひろみ）
ハッスルあちちとなった後、「あちち」ということでこの曲が使われた。HG参戦後は元の曲を使用している。